# Каменець (Нижньосілезьке воєводство)
Каменець (пол. Kamieniec, нім. Kamnitz) — село в Польщі, у гміні Клодзко Клодзького повіту Нижньосілезького воєводства.
Населення — 207 осіб (2011).
У 1975-1998 роках село належало до Валбжиського воєводства.

## Демографія
Демографічна структура станом на 31 березня 2011 року:
|          | Загалом | Допрацездатний вік | Працездатний вік | Постпрацездатний вік |
| -------- | ------- | ------------------ | ---------------- | -------------------- |
| Чоловіки | 93      | 15                 | 73               | 5                    |
| Жінки    | 114     | 30                 | 62               | 22                   |
| Разом    | 207     | 45                 | 135              | 27                   |